# Parakysis grandis
Parakysis grandis — вид риб з роду Parakysis родини Akysidae ряду сомоподібні.

## Опис
Загальна довжина сягає 6,2 см. Голова доволі великі. Тулуб подовжений. Спинний плавець високий, з короткою основою. Жировий плавець відсутній. Грудні плавці помірно виткнуті. Черевні плавці маленькі. Статевий сосочок у самців розташовано поза анального отвору. Анальний плавець трохи довше за спинний. Хвостовий гребінь довгий. Хвостовий плавець великий, з маленьким розрізом.
Загальний фон коричневий. Спина і черево світло-коричневі. На спинному гребені є дрібні плями

## Спосіб життя
Біологія вивчена недостатньо. Є демерсальною рибою. Воліє до прісною і прозорої води. Зустрічається у помірних течіях з піщаним та кам'янистим дном. Вдень ховається серед каміння. Активний уночі. Живиться дрібними водними безхребетними.

## Розповсюдження
Мешкає на заході острова Калімантан.